# Cratère de Lonar
Le cratère de Lonar est situé à côté de la petite ville éponyme, dans l'État de Maharashtra en Inde (district de Buldana). C'est le plus grand cratère creusé dans des roches de basalte et il est partiellement rempli par un lac de soude et salé.

## Présentation
De forme presque circulaire, il a un diamètre de 1,83 km et fait 170 m de profondeur. On estime que son âge est de 52 000 ans (pléistocène) à ± 6 000 ans. Le cratère de Lonar est situé à environ 400 km au nord-est de Mumbai et à 100 km au sud-est des célèbres cavernes d'Ajantâ. La gare la plus proche est celle de Jalna, à un peu moins de 70 km.
Les premières recherches s'orientaient vers une origine volcanique du cratère, mais il est maintenant identifié comme un cratère d'impact. L'origine d'impact de ce cratère est clairement démontrée par la présence de plagioclase qui a été converti en Maskelynite (en), transformation qui n'a pu se faire que par le choc d'un impact météoritique.
Le lac s'est subitement coloré en rose dans la nuit du 9 au 10 juin 2020, en raison de la baisse drastique du niveau de l'eau cette année-là. La salinité du lac a ainsi augmenté et l'eau s'est aussi réchauffée, ce qui a entraîné une prolifération d'algues. Cela a créé un environnement favorable au développement de bactéries, dont l'halobactérie qui produit un pigment rouge servant à la photosynthèse et leur forte concentration a coloré le lac.

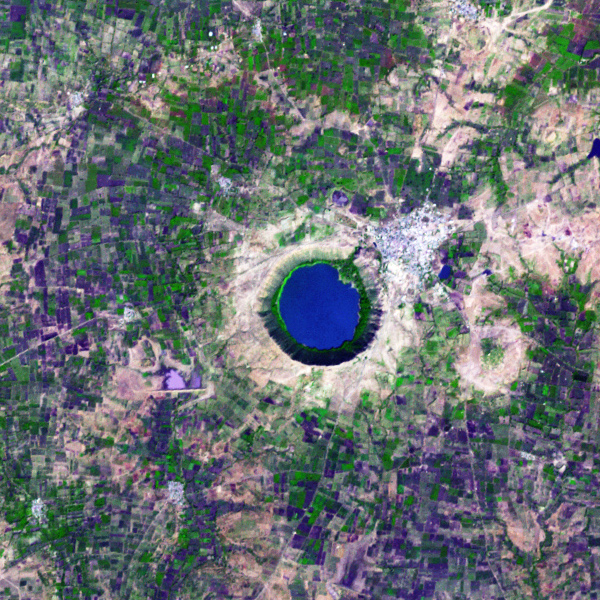
Photo satellite du cratère de Lonar.